# Mafatih al-Janan
Mafatih al-Janan ou Mafatih al-Jinan (arabe : مفاتيح الجنان, Les Clés du Paradis), est une compilation d’invocations, de ziyârâts et d’actes d’adoration rapportés par Mahomet, prophète de l'Islam et les membres de sa famille (Ahl al-bayt). La compilation et l'agencement sont le travail du chiite duodécimain Abbas Al-Qommi. L'ouvrage est décrit comme le recueil de prière le plus utilisé dans le chiisme duodécimain. Comme le Coran, le Mafatih al-Janan est utilisé dans la plupart des événements religieux du chiisme duodécimain.
Preuve de l'importance de l'ouvrage dans le chiisme duodécimain, certains auteurs mentionnent qu'il est utilisé dans les cérémonies du chiisme duodécimain même parmi des populations ne lisant ni l'arabe, ni le farsi, comme par exemple en Thaïlande.
Le terme est aussi utilisé par les Iraniens pendant la guerre Iran-Irak entre 1980 et 1988 pour désigner des clefs en plastique données aux jeunes Iraniens qui essaient de franchir les champs de mines posées par les Irakiens et qui en mourrant accèderaient ainsi au paradis.